# Благо-Юність
Футбольний клуб «Благо-Юність» Верхня — український аматорський футбольний клуб з Верхньої Калуського району Івано-Франківської області, заснований у 1957 році. 2021 відбулось об'єднання команд «Юність» (Верхня) та «УКД Благо» (Івано-Франківськ). Виступає у чемпіонаті Івано-Франківської області.
Домашні матчі приймає на стадіоні «Благо-арена» в селі Іванкова, місткістю 500 глядачів. Грає у формі зелено-жовтих кольорів.

## Історія

### Радянський період
Заснована у 1957 році. Перших серйозних успіхів на районному рівні здобула у 70-х роках ХХ століття з приходом у команду Василя Перчика, який був капітаном команди тих років. Хлопці двічі підряд вигравали чемпіонство Калущини (Філіпович, Ковалюк, Чурій, Кіндзерський, Маліборський).
Наступний успішний період команди відбувся у другій половині 1980-х років ХХ століття. Тоді у центрі села було збудовано новий стадіон на 1000 глядацьких місць, а також адмінбудівля з роздягальнями, душовими, суддівськими кімнатами, накритою трибуною. Команда, яка у ті часи носила назви «Колос» та «Нива», ставала переможцем обласних змагань спортивного товариства «Колос». Тон перемогам задавали воротар Когут Михайло, захисник Мельник Віктор, півзахисник Ребега Володимир.
Пам'ятним для багатьох є також товариська зустріч з ветеранами ФК «Динамо» Київ, яка відбулась у 1990 році на новозбудованому стадіоні. Тоді у гості до верхнянців завітали легендарні Йожеф Сабо, Євген Рудаков, Анатолій Пузач, та багато інших. Наша команда у тому матчі перемогла з рахунком 1:0.

### Незалежна Україна

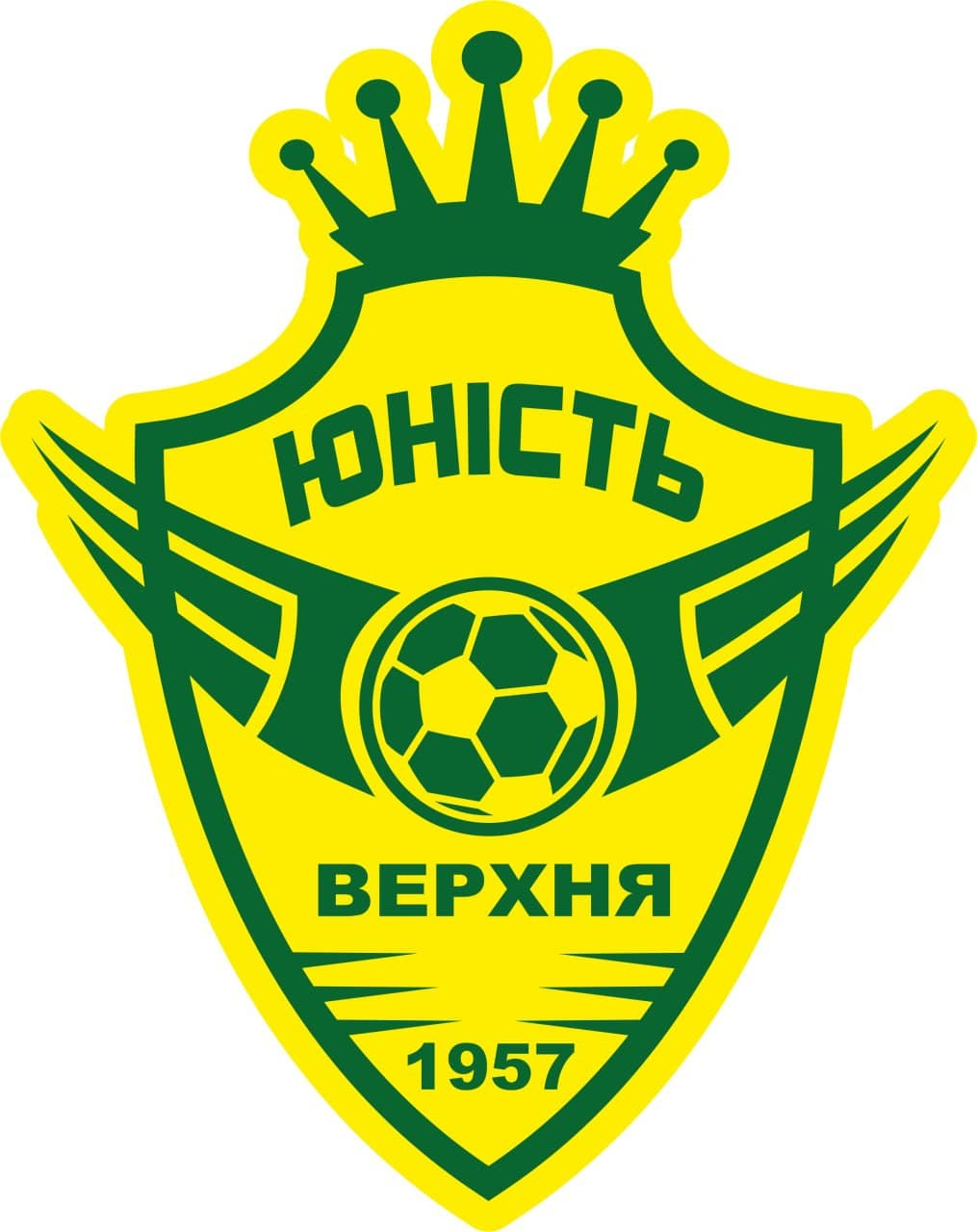
Логотип команди "Юність"

Чергова успішна віха датується 2012—2013 роками, коли «Юність» двічі ставала віце-чемпіоном Калуського району. Лідерами команди того часу були Русановський Роман, Василько Анатолій, Вовчак Роман, Лесів Петро, Луців Олександр, Гошовський Борис, Попадюк Любомир.
Новітня історія «Юності» розпочалася у 2018 році з відродження команди. У першому ж сезоні гравці повернулися у Вищу районну лігу, і одразу ж стали чемпіоном Калущини (лідери команди: капітан Пришляк Назар, Притуляк Андрій, Височан Ігор, Свирид Ігор, Кульчак Володимир, Семенів Володимир). У наступному сезоні «Юність» здобула Кубок чемпіонів області, Кубок та Суперкубок району. У всіх трьох фіналах суперником була принципова ФК «Збора» з сусіднього села.
Особливо пам'ятною є перемога у Кубку чемпіонів міст та районів Івано-Франківської області, адже «Юність» Верхня стала першою командою з Калущини, якій підкорився цей трофей.
У 2021 році верхнянці достроково (за 4 тури до завершення змагань) здобули перемогу в Першості області.

### Об'єднання з УКД Благо
У липні 2021 року в історії команди відбулась доволі знакова подія. Президентом верхнянської «Юності» Назарієм Волощаком спільно з президентом франківської команди «УКД Благо» Мирославом Луцьким було прийняте рішення про об’єднання зусиль двох команд і створення на їхній основі однієї.
Таке рішення президенти прийняли зв’язку з великим бажанням зробити хорошу конкурентоспроможну команду не на один рік, а на довгий час, яка вестиме боротьбу за трофеї і чемпіонства.
Об’єднана команда отримала назву «Blago-Юність», все інше залишилось без змін: гравці «Юності» виявили бажання залишитись, їхні лави поповнили також футболісти команди «УКД Благо», а домашнім стадіоном команди лишилась «Blago-арена», що у с.Іванкова.
Першим здобутком «Blago-Юності» після об’єднання стала перемога в Кубку Калуської районної асоціації футболу 2021 (Кубок КРАФ). Після утворення нових (укрупнених) районних асоціацій новостворена Асоціація футболу Калуського району (входять Калуський, Долинський, Рожнятівський райони та місто Калуш) запланувала проведення Кубку Асоціації, в якому взяли участь команди-учасниці обласних змагань. 
Шлях верхнянців на турнірі розпочався поєдинком проти ФК «Калуш», в якому перші розгромили калушан з рахунком 9:0. Найбільше до перемоги “жовто-зелених” долучились Володимир Христонько, Роман Третяк та Роман Москалик, в активі яких по дублю. По одному м’ячу у ворота калушан забили Андрій Вацеба, Владислав Танчин і Сергій Гладковський.
Наступний турнірний матч підопічні тренерського дуету Мотуза та Клебана провели проти калуської «Гарди», де перемогли з рахунком 4:1. Голами тоді відзначились Вацеба, двічі Москалик та Павлюк.
У півфіналі Кубку калуської районної асоціації «Blago-Юність» зіграла проти болехівських «Карпат», яких не помітила на футбольному полі й з рахунком 7:0 відправилась у фінал розіграшу Кубка. У воротах суперника тоді розписувались Кукурудз (2), Гудак, Романчук, Христонько і Турчанський (2).
Фінал турніру був надзвичайно запеклим. На центральному стадіоні "Хімік" у м.Калуш "Blago-Юність" у важкому й напруженому матчі здолала ФК "Гарда" й виграла перший трофей новоствореного турніру. Команди не змогли виявити сильнішого у основний час, тому гра була переведена у серію післяматчевих пенальті, де верхнянці реалізували всі свої 5 ударів у ворота, опоненти ж раз оступилися. Таким чином ФК "Blago-Юність" став першим володарем Кубка Калуської районної асоціації футболу 2021 року!
У 2021 році об’єднана команда "Blago-Юність" вперше в історії взяла участь у аматорському Кубку України.  На попередньому етапі розіграшу верхнянці провели два матчі проти футбольного клубу «Хуст» із Закарпаття, який здолали вдома з мінімальним рахунком 1:0, повторивши такий же результат і на виїзді.
В 1/8 фіналу жереб звів «Blago-Юність» з командою «Луцьксантехмонтаж №536» (Луцьк). У першому матчі на своєму полі господарі переграли жовто-зелених з рахунком 3:1, а у матчі-відповіді перемогу здобули підопічні тренера Мотуза з рахунком 2:1. За сумою двох поєдинків пройшли далі саме «ЛСТМ-№536» й на цьому виступи «Blago-Юності» у аматорському Кубку України були припинені.

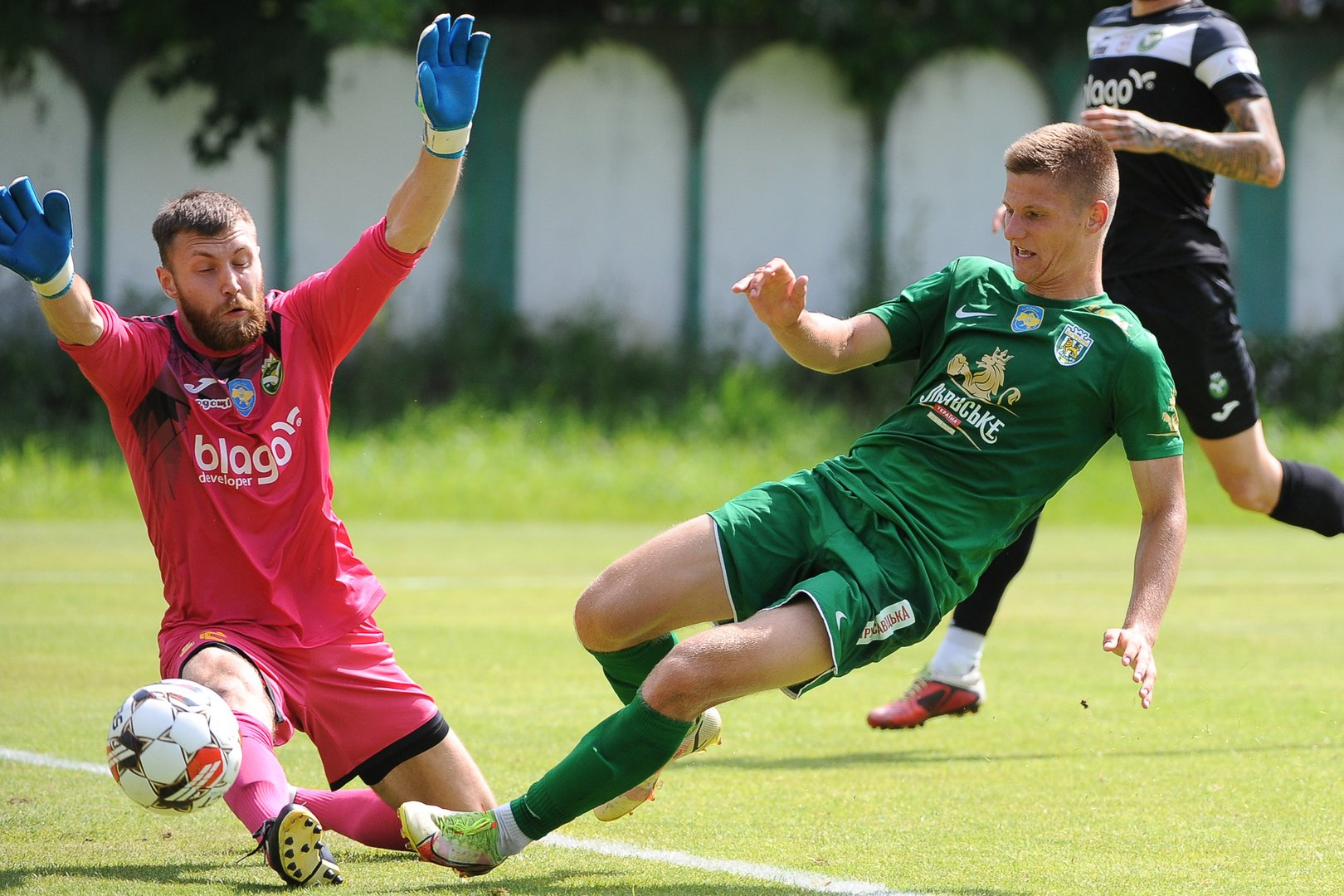
Матч проти «Карпат-2» у 2023 році

У вересні 2021 року «Blago-Юність» також брала участь у фінальному етапі турніру Кубок областей України, що традиційно проходив у м.Одеса. За підсумками попереднього раунду у фінальну частину потрапили «Blago-Юність», брошнівські «Карпати», вінницька «Орлівка» та одеський «Нерубайськ». Напередодні проведення фінального раунду відмовились від участі брошнівчани, місце яких зайняла команда, що посіла третє місце у своїх групі – «Хаджибей» з Одещини (новоспечений чемпіон та володар Кубку Одеської області).
Поєдинки відбувались у групі по коловій системі, де «Blago-Юність» перемогла опонентів у всіх своїх матчах й здобула звання володаря Кубка областей 2020-2021.
«Blago-Юність» - «Орлівка» – 2:1 (голи на рахунку Москалика Романа та Герина Назара)
«Blago-Юність»  -  «Хаджибей» – 4:1 (Подолюк Ігор, Христонько Володимир, Павлюк Олег, Москалик Роман)
«Blago-Юність» - «Нерубайськ» – 4:0 (Павлюк Олег двічі, Христонько Володимир, Москалик Роман).
Наразі команда лідирує у турнірній таблиці за підсумками матчів першого кола чемпіонату Івано-Франківської області 2021-2022.

## Титули
- Чемпіон Калуського району (1974,1975, 2019)
- Володар Кубку Калуського району (1974, 2020)[2]
- Володар Суперкубку Калуського району (2020)
- Бронзовий призер Першості Івано-Франківської області по СТ «Колос» (1976)
- Переможець групи Б Першості Івано-Франківської області по СТ «Колос» (1988)
- Переможець групи А Першості Івано-Франківської області по СТ «Колос» (1989)
- Володар Кубку чемпіонів міст та районів Івано-Франківської області (2020)[3]
- Переможець Першості Івано-Франківської області (2021)[4]
- Фіналіст Кубку Івано-Франківської області (2021)
- Фіналіст "Кубку областей України 2020-2021"[5]

## Стадіон
«Благо-арена» (с. Іванкова Калуського району), 500 місць (350 індивідуальних пластикових сидінь)

## Штаб
- Головний тренер: Мотуз Роман.
- Тренер: Клебан Ігор.
- Президент: Волощак Назар.

## Партнери та спонсори
- Генеральний партнер: будівельна компанія Blago developer
- Стратегічний партнер: Університет короля Данила (УКД)
- Спонсори: ТОВ «Карпатнафтохім», мережа «Солодощі», мережа мобільних аксесуарів «Mobimark.et», мережа «Іванковецькі ковбаси».

## Відомі гравці
Русановський Роман («Маріуполь»), Вовчак Роман («Хімік» Калуш), Лесів Петро («Хімік» Калуш, «Нафтовик» Долина), Канюк Андрій ("Зоря Луганськ, «Карпати» Львів), Долотко Ігор («Енергетик» Бурштин), Гудак Роман («Карпати» Львів, «Нива» Вінниця, «Буковина» Чернівці, «Калуш»)